# Mobitel
Telekom Slovenije è l’operatore di telefonia mobile sloveno leader nel paese con tecnologie e servizi GSM, GPRS, UMTS, HSDPA, wi-fi.
Nel 2007 ha pianificato di introdurre la rete HSUPA.